# Holeeschlösschen

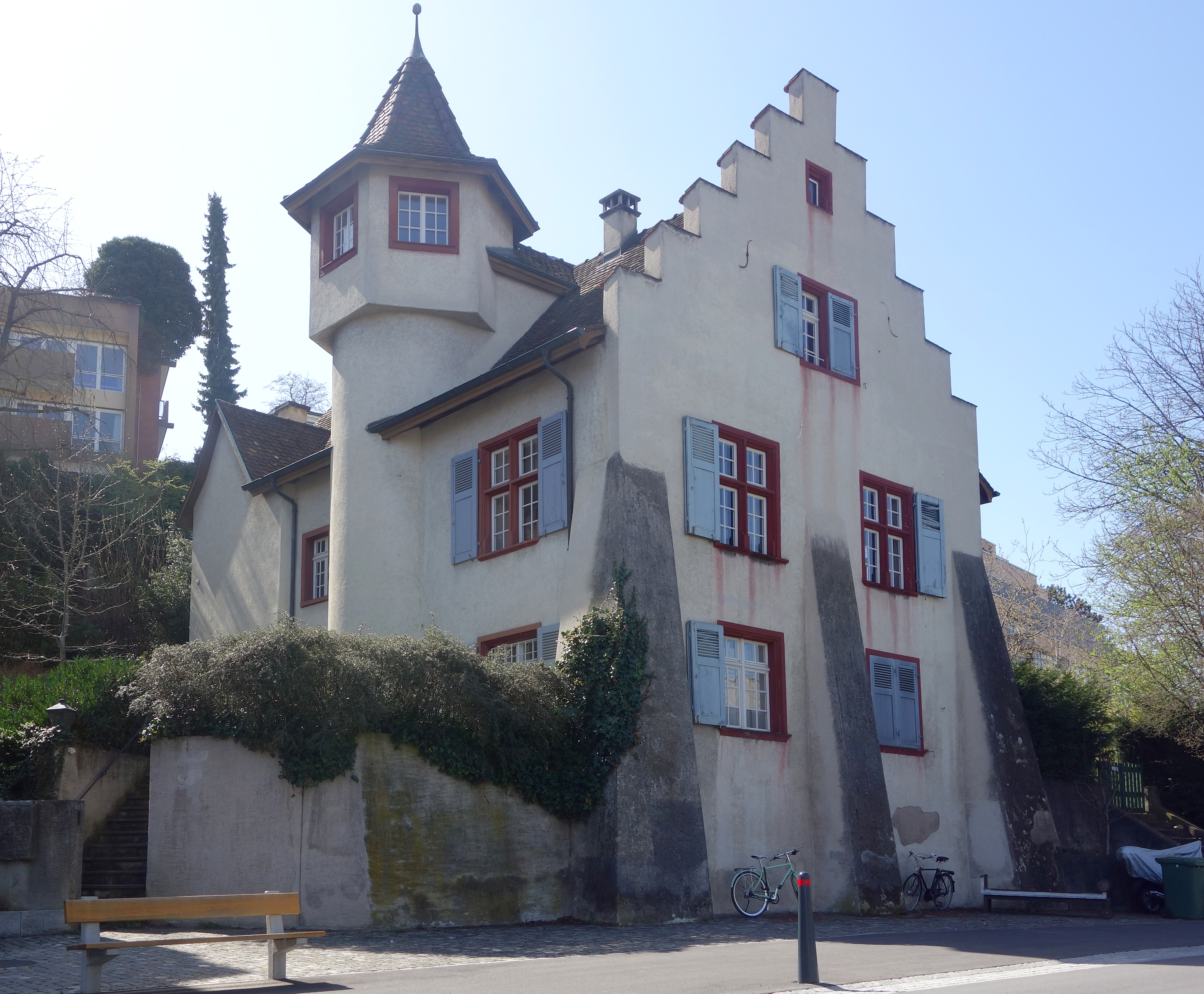
Holeeschlösschen

Das Holeeschlösschen ist ein aus dem 16. Jahrhundert stammendes Landgut in Binningen im Kanton Basel-Landschaft in der Schweiz.

## Lage und Beschreibung
Das Gebäude befindet sich an der Bündtenmattstrasse 1 im nördlichen Teil der Gemeinde Binningen. Das Landgut bestand aus einem Herrschaftshaus mit Ökonomiebetrieb, bestehend aus mehreren Gebäuden. Heute ist nur noch der mittlere Teil des Hauptbaus erhalten. Dieser ist ein zweigeschossiges Gebäude mit Satteldach, welches im Norden von einer mit Stützmauern gegen den Abhang gehaltenen Giebelmauer überragt wird. Das Merkmal des Hauses, ein leicht hervorspringender Treppenturm, befindet sich an der östlichen Seite, wo sich auch der Zugang befindet.
Zum Schloss gehörten 50 Jucharten Land als Eigen sowie an die 130 Jucharten als Lehen. Im Gegensatz zu den vier Gundeldinger Schlössern war das Holee nie mit einem Weiher oder einer Wehrmauer umgeben. Es war so weder in baulicher noch rechtlicher Hinsicht ein Schloss, sondern ein ausserhalb der Stadt Basel gelegenes Landgut. Um dieses bildete sich ein eigener Weiler, der erst im 19. Jahrhundert mit dem Dorf Binningen zusammenwuchs. Das Holee verlor in jener Zeit seinen Westflügel und daran angebaute Ökonomiegebäude.

## Name
Das Landgut wurde nach dem Flurnamen Holee genannt, welcher den Hügelzug von Binningen nach Allschwil bezeichnet. Der Historiker Carl Roth übernahm die Definition des Lehrers und Flurnamenforschers Gustav Adolf Seiler, dass der Name wahrscheinlich von «zem hohen lewe» abstamme. Diese alte Bezeichnung soll auf die ursprüngliche Zusammensetzung des Flurnamens hinweisen, die altdeutschen Wörter «hô» (hoch) und «Iê» (Hügel, Abhang), bezeichnend für den Standort des Gutes, am Abhang des hohen Hügels.

## Geschichte

### Zeit des Lehnswesens
Über das Holee im Mittelalter ist kaum etwas überliefert. Gesichert ist, dass die Augustiner-Chorherren von St. Leonhard in Basel im 14. Jahrhundert dort mehrere Jucharten Land besassen. Genaueres ist erst seit dem 16. Jahrhundert überliefert, als der Hauptbesitzer die Dompropstei Basel war. Das Holeegut dehnte sich damals «von der steinernen Brücke über den Dorenbach bei Binningen» ausgehend, über das «Holeeletten» bis gegen die Schützenmatte, von dort weiter über das «Lange Loh» nach Allschwil, und weiter über den Dorenbach auf die Anhöhe der «Huob» aus, im ganzen zwischen 120 und 130 Jucharten umfassend. Das Gut war geteilt in Eigen und Lehen, woraus wegen unklarer Abgrenzungen wiederholt Rechtsstreitigkeiten zwischen den Lehensträgern und Lehensherren entstanden.
Erster bekannter Besitzer des Eigen im Holee war der aus den Niederlanden geflüchtete Führer der Wiedertäuferbewegung David Joris (1501/2–1556), der sich unter dem falschen Namen «Jan van Brügge» in Basel niedergelassen hatte. Er kaufte als Sommerwohnung vom Junker Christoph Offenburg das Weiherschloss von Binningen (nannte sich infolgedessen auch Johann von Binningen), weiter auch das Margarethengut, das Weiherhaus «zum kleinen Gundeldingen», ein neues Haus «zum kleinen Binningen», das «rote Haus am Rhein» sowie schliesslich 1545 das Landhaus und Gut Holee.
Er oder einer seiner Söhne liess das alte Gutshaus niederlegen und «an statt eines allten huss im Holee ein ander huss von nuwem puwen lassen». Dieses Gebäude ist das heute noch stehende «Holeeschlösschen». Es wurde von Joris’ Sohn Wilhelm von Brugg bewohnt. Einzelheiten zum Leben auf dem Gut oder zum Treiben der Wiedertäufer sind nicht bekannt. Ob die unweit vom Holee gelegene «Täufereloch»-Senke im Allschwiler Wald ihren Namen der Täufergemeinde zu verdanken hat, ist nicht gesichert.
Nach dem Skandal um «Jan van Brügges» wahre Identität blieb das Schlösschen zunächst im Familienbesitz, wegen zunehmender Verschuldung musste diese es aber um 1590 verkaufen. Ein erster Verkaufsversuch an den Elsässer Baschin (Sebastian) Gullingag scheiterte. Ein Jahr darauf konnte es an Leonhard Respinger verkauft werden. Respinger war der erste bekannte Lehensträger und gleichzeitiger Besitzer des Eigen im Holee. 1605 erwarb Rudolf Stehelin von Diepflingen «die Behussung und Sitz das Holee genant», ebenfalls die dazugehörigen Eigengüter und das Lehen der Dompropstei.

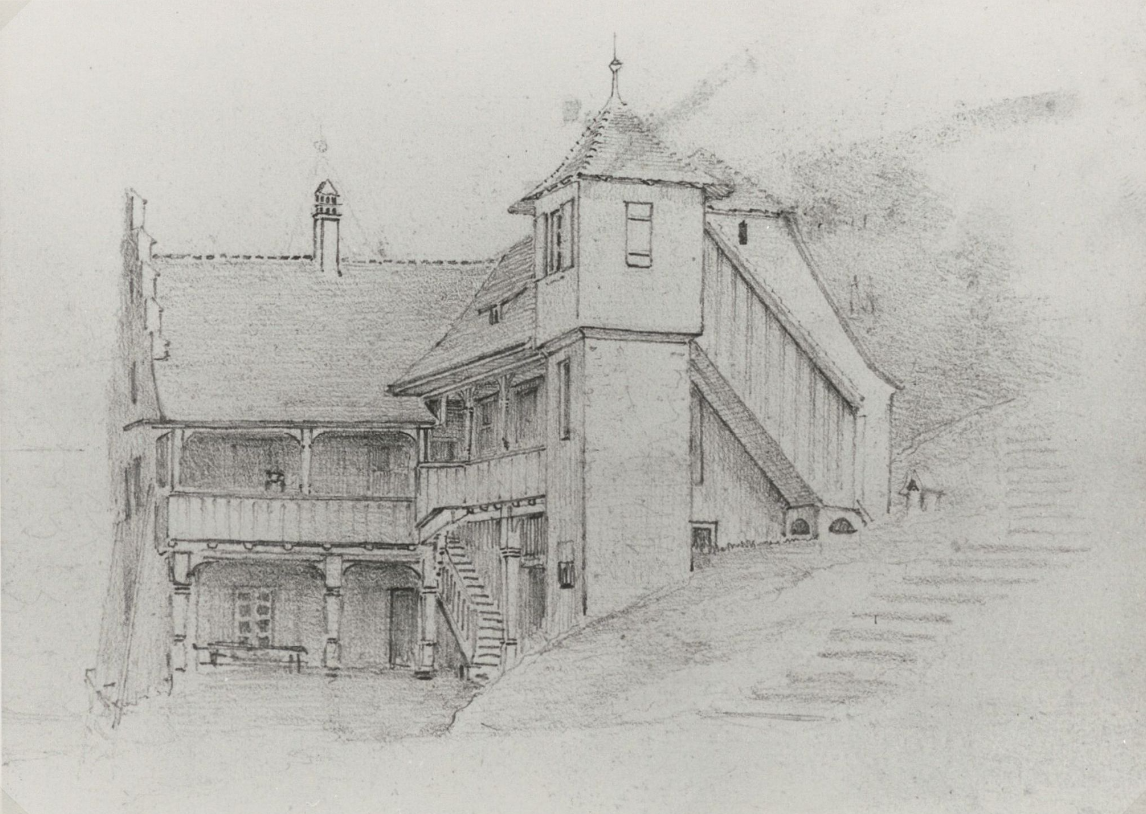
Zeichnung des Schlosses im 17. Jahrhundert

Als Miteigentümer einer Hälfte des Lehens trat später der Edelmann Constantin de Rocbine, Escuyer, Sieur de Saint-Germain, ein wegen seines Glaubens aus der Champagne geflohener Hugenotte auf. 1642 waren laut Lehensbrief zum einen Constantin, zum anderen Rudolfs Stehelins Erben (Dietrich und dessen Bruder) Lehensträger «und zwar auf zwanzig Jahre gegen einen jährlichen Zins von 22 Viernzel Korn, von dem auf jeden Teil 11 Viernzel entfielen». Die Zweiteilung blieb bestehen, eine Hälfte sollte jeweils dem Schlossherren, die andere Hälfte jeweils einer Gemeinderschaft von Binninger Bürgern zustehen.
Am 28. März 1663 verkaufte Constantin de Rocbine sämtliche seiner Güter im Holee, Eigen wie Lehen, dazu den ganzen vorhandenen Vieh- und Pferdestand sowie alle Vorräte und das gesamte Mobiliar an Hans Rudolf Faesch, Sohn des ehemaligen Obervogtes auf Schloss Ramstein, Jeremias Faesch-Passavant. Als Hans Rudolf Faesch 1691 starb, ging der Besitz nicht auf seinen Sohn über, sondern auf seinen Schwager, Matthias Ehinger, den Besitzer des Gutes Michelfelden, der mit Faeschs Schwester Elisabeth vermählt war. Auf diese Weise wurde das Holeegut Ehingerischer Besitz und blieb es durchgehend bis in die erste Hälfte des 19. Jahrhunderts. Die Familie Ehinger wohnte jedoch nicht selbst auf dem Gut. Im Schlösschen wohnten Mieter, und die Landwirtschaft wurde von einem Lehensmann besorgt, der im Lehenshaus wohnte.
Da das Lehen durch Erbteilungen im Laufe der Zeit immer weiter zerstückelt wurde, musste die Dompropstei in der zweiten Hälfte des 18. Jahrhunderts Massnahmen ergreifen. Von da an sollten nur noch Personen, welche bereits Lehensträger waren, weitere Teile erhalten dürfen. Nach dem Tod der Witwe Ehinger-Weiss († 3. April 1797) ging das Holeegut, Schloss sowie der Lehensanteil der Familie, auf ihre vier Töchter Anna Elisabeth, Anna Margaretha, Gertrud und Katharina über.
Mit dem Umbruch der Helvetik wurde das 1799 «verfallene» Lehen nicht mehr von der Dompropstei, sondern von der «Verwaltungskammer des Kantons Basel», der zur Zeit der Helvetik massgebenden Behörde, auf weitere 20 Jahre an die Töchter vergeben. Jene veräusserten 15 Jahre später ihren Lehensanteil, da sie mit zunehmendem Alter das Gut nicht mehr besorgen konnten. Mit der Ablösung des Lehnswesens wurden die anderen und nachfolgenden Lehensträger 1816 zu Grundeigentümer. Das Schlossgut hingegen blieb bis zum Tod der letzten Schwester 1831 in Familienbesitz.

### In Privateigentum

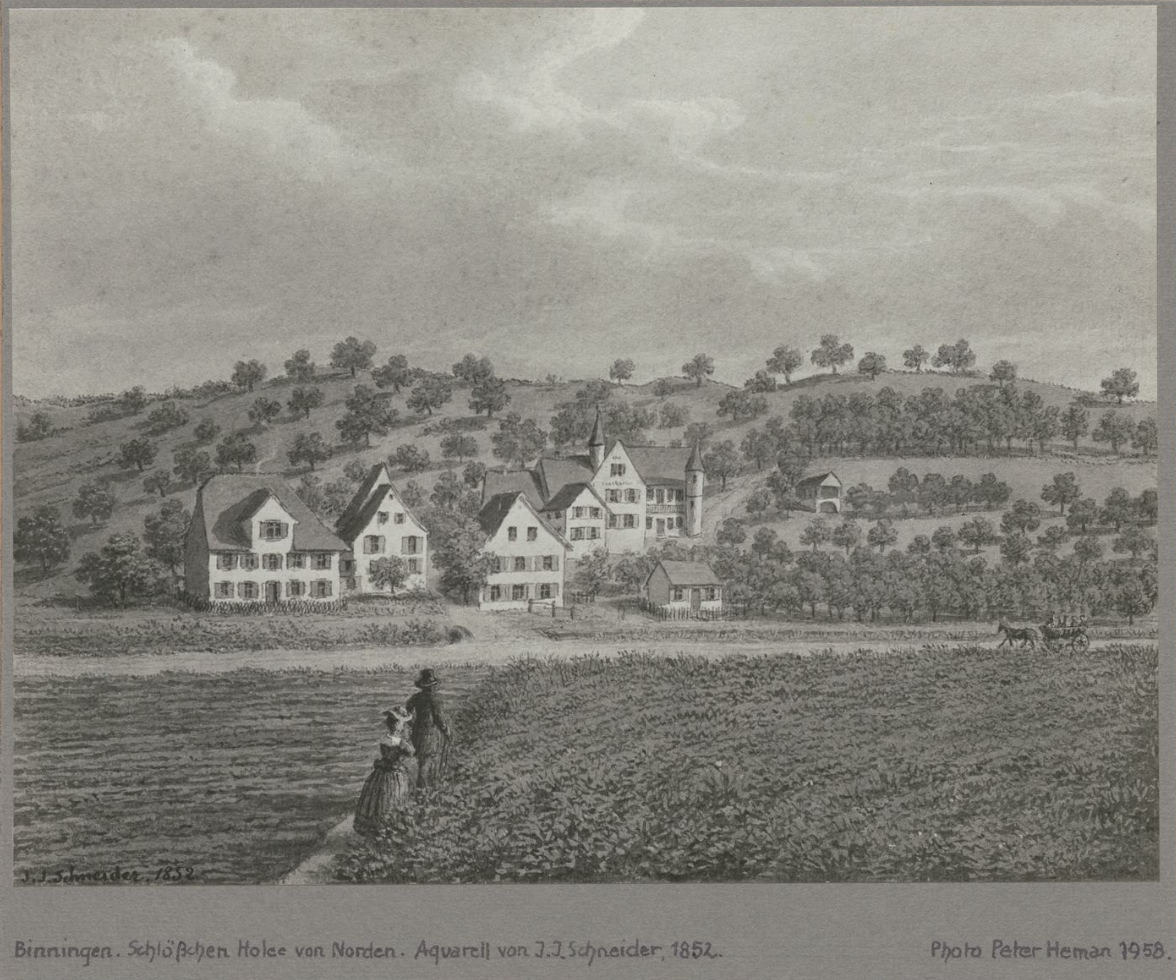
Historische Ansicht Hofgut von Norden, von J. J. Schneider, 1852

Danach folgten in kurzer Zeit mehrere Handänderungen. Durch Erbschaft ging das Holee an Nikolaus von Brunn Preiswerk, Pfarrer der Martinskirche. 1835 war dessen Sohn, Johann Jakob von Brunn-von Speyr, im Besitz des Holees. Von Brunn-von Speyr war Pfarrer der Theodorskirche und zuvor Pfarrer in Bubendorf gewesen, von wo er in den Wirren der 1830er Jahre im Zuge der Basler Kantonstrennung vertrieben worden war. Er besass das Gut bis 1839.
Nach ihm waren Besitzer:
- 1839–1842: Johann Wilhelm Fleiner-Faesch (Handelsmann)
- 1842–1843: Heinrich Bickel (Hafnermeister aus Stallikon, Zürich)
- 1843: Anton Egger von Eggersriet «namens seiner Tochter Maria Elisabeth» (aus St. Gallen).

1843 kaufte der Bierbrauer Rudolf DeBary das Schlösschen, und eröffnete darin eine Brauerei mit Wirtschaft. Nach ihm erwarb 1850 Friedrich August Siegrist, ebenfalls Bierbrauer, das Holee. Von 1859 bis 1864 war es im Besitz von Johannes Zangger (aus Fluntern bei Zürich), bevor es erneut in Bierbrauerhände, diesmal in jene des Rudolf Brändlin, geriet. Brändlin hatte kurz zuvor die alte Hardersche Brauerei, das spätere Löwenfels, in der Basler Steinenvorstadt übernommen. Da die dortigen Kellerräume jedoch zu klein und zu warm waren, baute er in den Berg beim Holee einen grossen Lagerkeller.
Spätere Besitzer waren:
- 1869–1883: Jakob Friedrich Wenk (Bierbrauer, von Fischingen (Baden))
- 1889–1891: Theodor Hosch-Burry
- 1891–1894: Eugen Wirz-Ettlin (Wirt)
- 1894–1896: Gottlieb Lippe-Urben (Koch und Wirt)
- 1896–1901: Fritz Mummenthaler-Dettwyler (Käser und Wirt)
- ab 1901 Salmenbräu Rheinfelden[2]

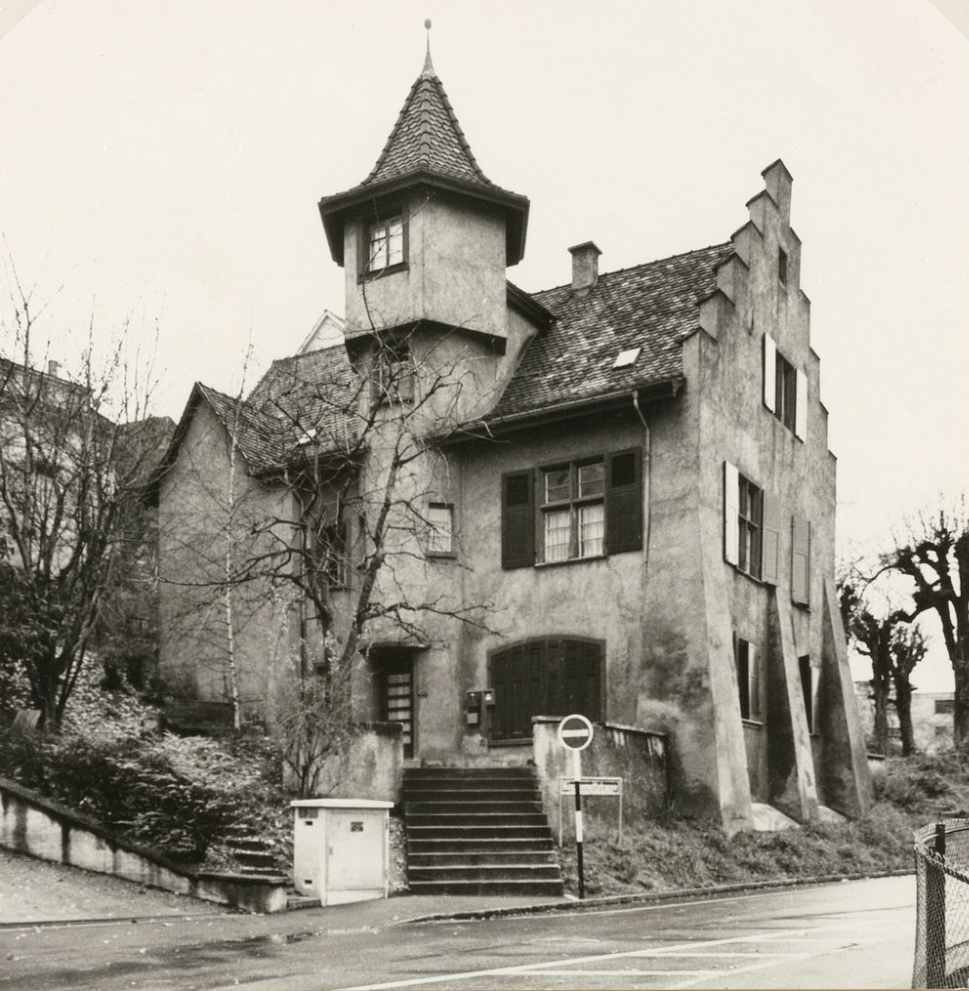
Das Gebäude in der ersten Hälfte der 1970er Jahre vor der Restaurierung

Die Brauerei Salmenbräu betrieb das Holee 30 Jahre als Wirtshaus, bis sie 1931 das Restaurant «Holeeschloss» baute. Das Holee wurde daraufhin zu einem Laden und zu Wohnungen umgebaut. Ab 1965 war das Gebäude an das Baugeschäft Stamm vermietet und von Gastarbeitern bewohnt, bis Salmenbräu es an 1973 an einen Binninger Bürger verkaufte. Das Holeeschlösschen ist seitdem in Privatbesitz und kann nicht besichtigt werden.